# Axel Printzensköld
Axel Printzensköld (i riksdagen kallad Printzensköld i Jönköping), född 3 augusti 1828 i Stockholm, död 28 december 1885 i Jönköping, var en svensk borgmästare och riksdagsman. Son till notarien och riksdagsmannen (för Ridderskapet och adeln) Axel Printzensköld.
Printzensköld var borgmästare i Jönköping 1868-1885. I riksdagen var han ledamot av andra kammaren 1869-1872.